# Gasteren
Gasteren (Drents: Gaastern) is een dorpje in de gemeente Aa en Hunze in de Nederlandse provincie Drenthe. Het dorp ligt midden in het Nationaal beek- en esdorpenlandschap Drentsche Aa. Gasteren telde op 1 januari 2023 400 inwoners.
Gasteren is een karakteristiek brinkdorp op de Drentse zandgronden. Het wordt gekenmerkt door de vele Saksische boerderijen. In tegenstelling tot veel andere delen van Drenthe, heeft ook het landschap hier grotendeels de oorspronkelijke vorm behouden. De marke van Gasteren bestaat uit essen, heidevelden (Gasterse Duinen,  Balloërveld), enkele kleine bospercelen (Gastersche Holt, Ubbinkbos), en groenlanden langs de beken (het Gastersche of Gasterensche Diep, deel van het stroomgebied van de Drentsche Aa, en het Anlooër Diepje). In de Gasterse Duinen is een hunebed te vinden.
Gasteren heeft enkele horecagelegenheden en een sportveld, maar is voor andere voorzieningen volledig aangewezen op de buurdorpen. Gasteren behoorde tot 1 januari 1998 bij de gemeente Anloo.

## Drentsche Aa
Gasteren ligt binnen het nationaal park Drentsche Aa. De oostelijke tak van de beek, vernoemd naar het dorp, stroomt langs de zuidwestkant van Gasteren. Ten noorden van Gasteren mondt het Gasterensche Diep in het Taarlosche Diep en gaat dan verder als Oudemolensche Diep.

## Foto's

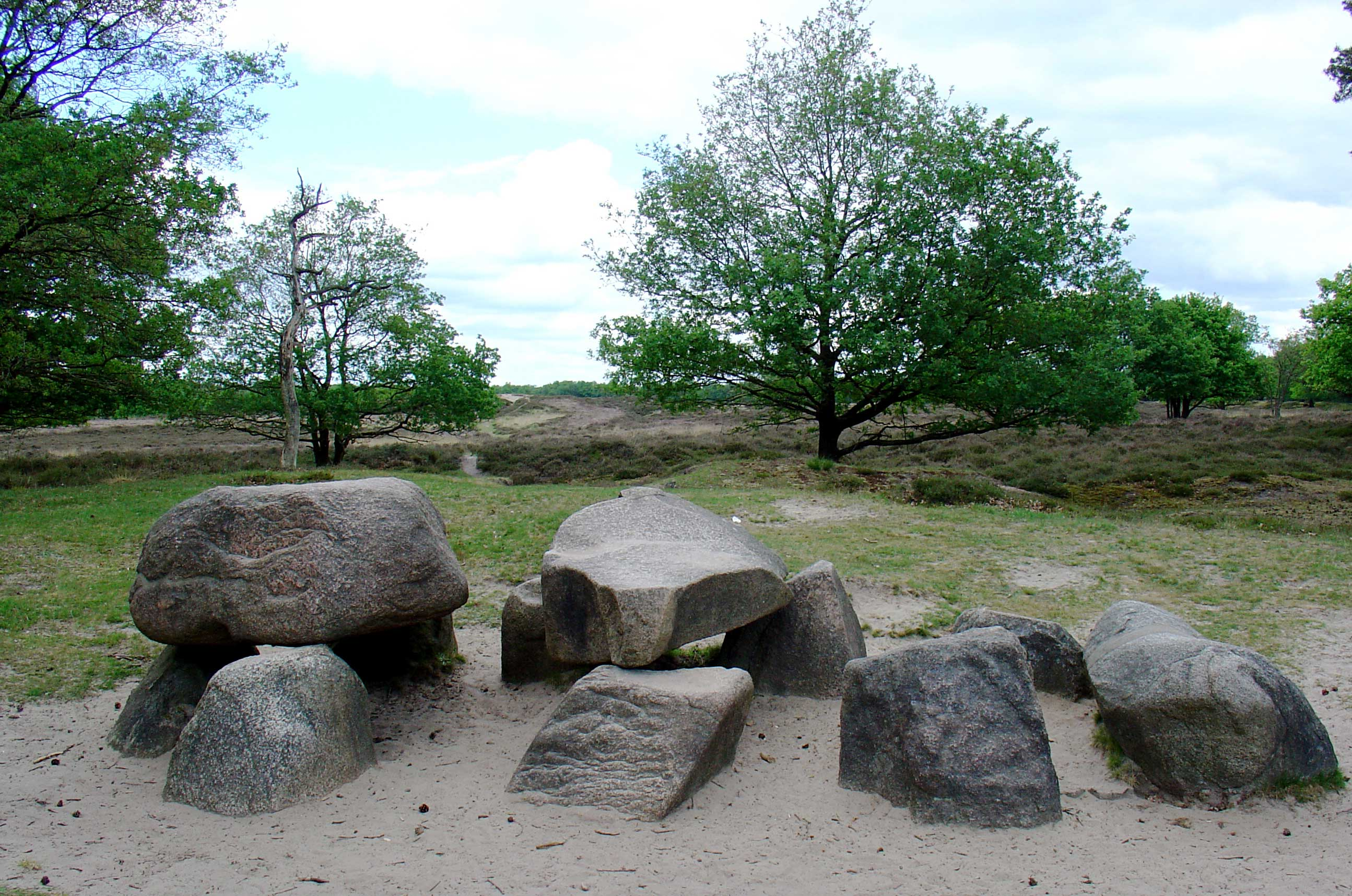
Hunebed D10 bij Gasteren
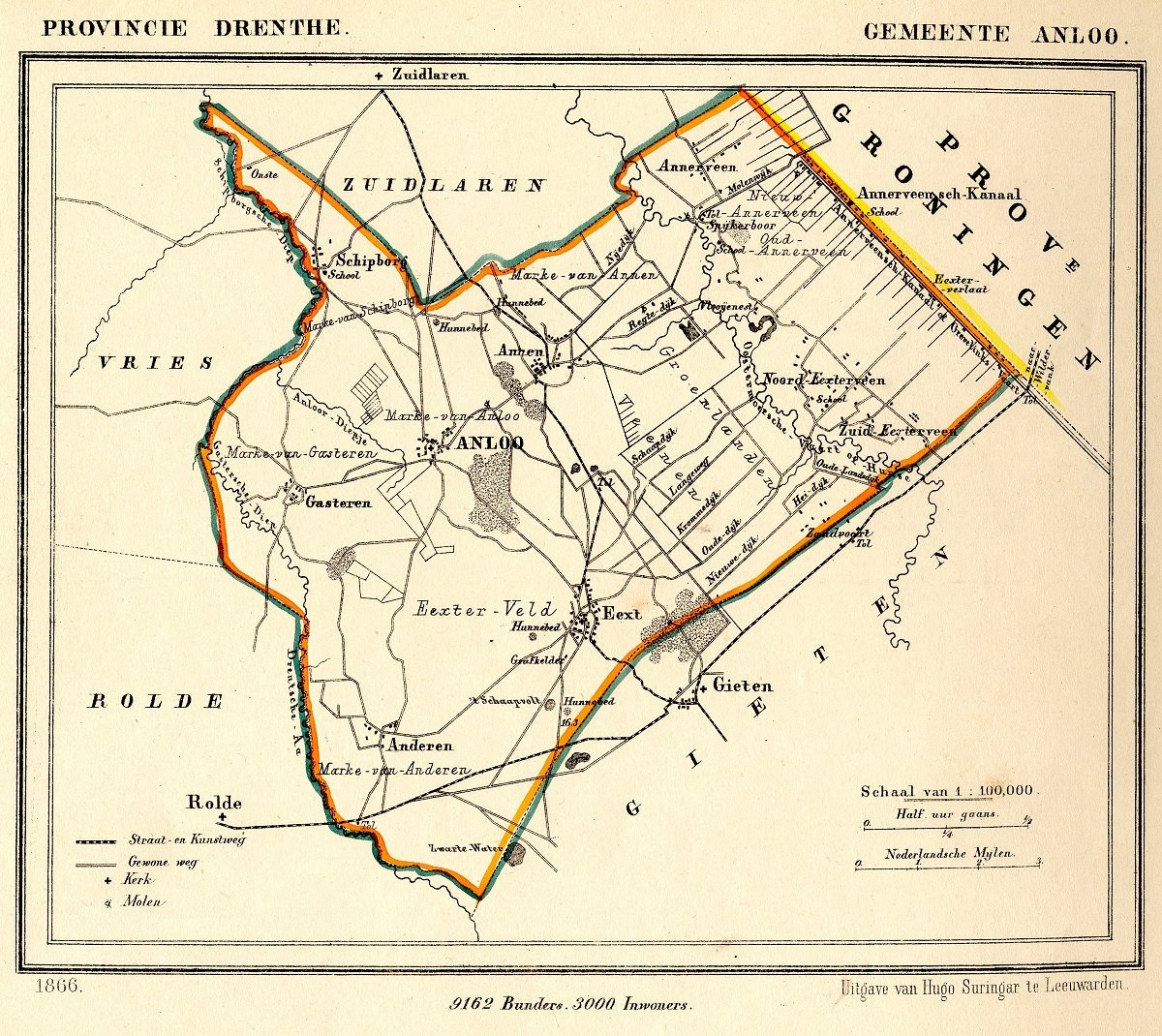
Gasteren op een kaart van de gemeente Anloo uit 1866
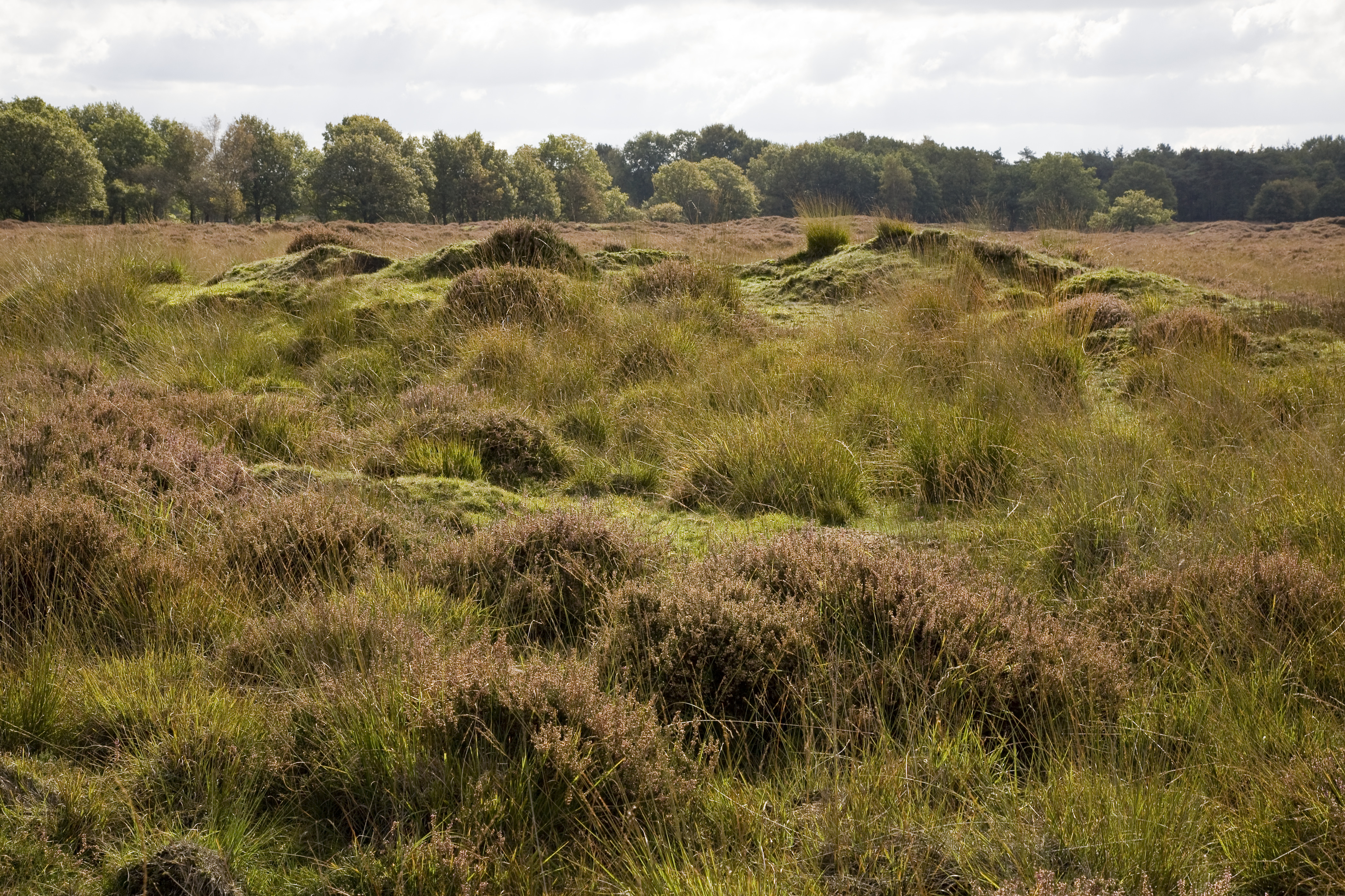
"Boessienbargie", vergraven grafheuvel.
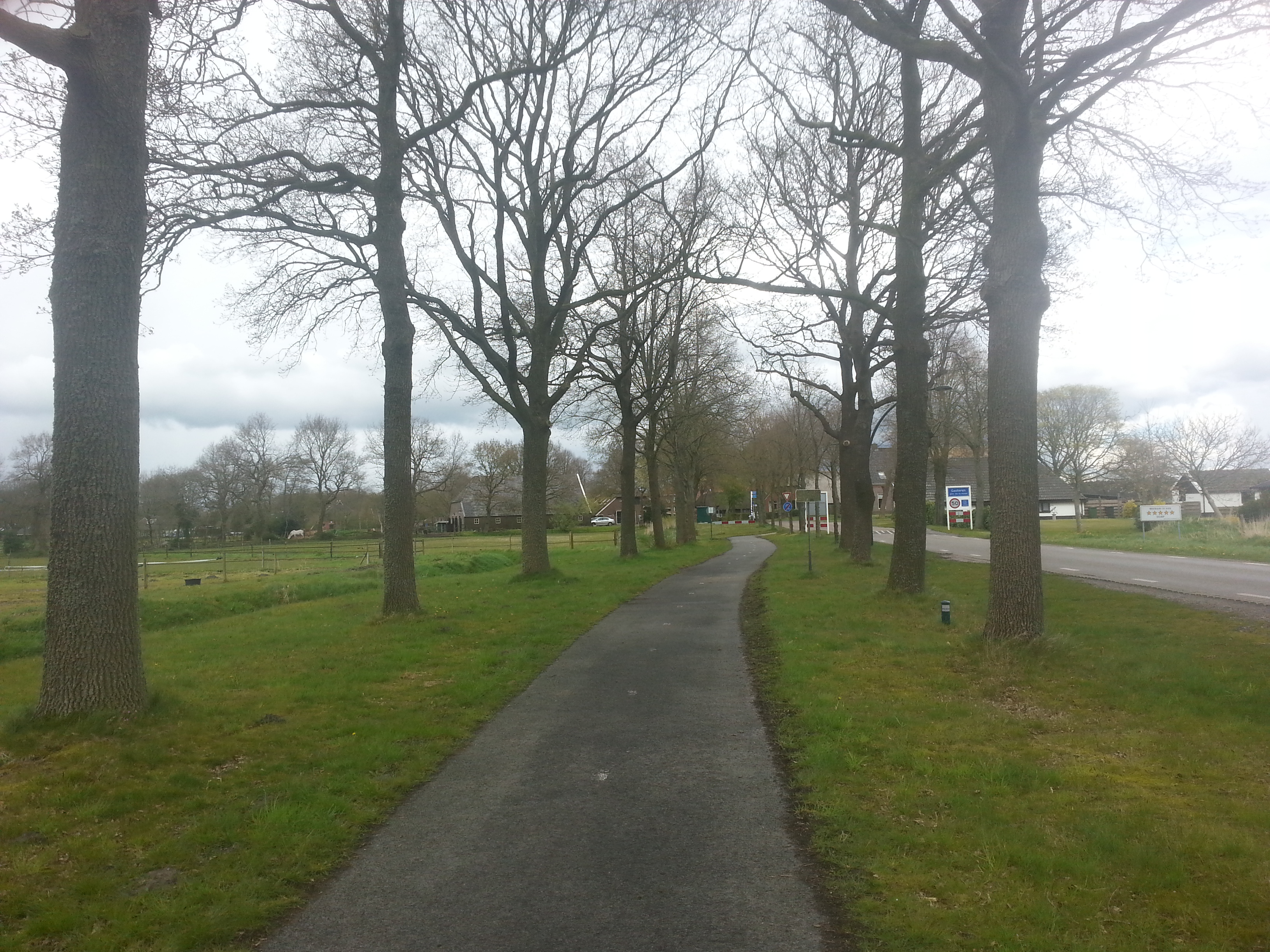
Gasteren gezien vanaf de weg naar Loon.
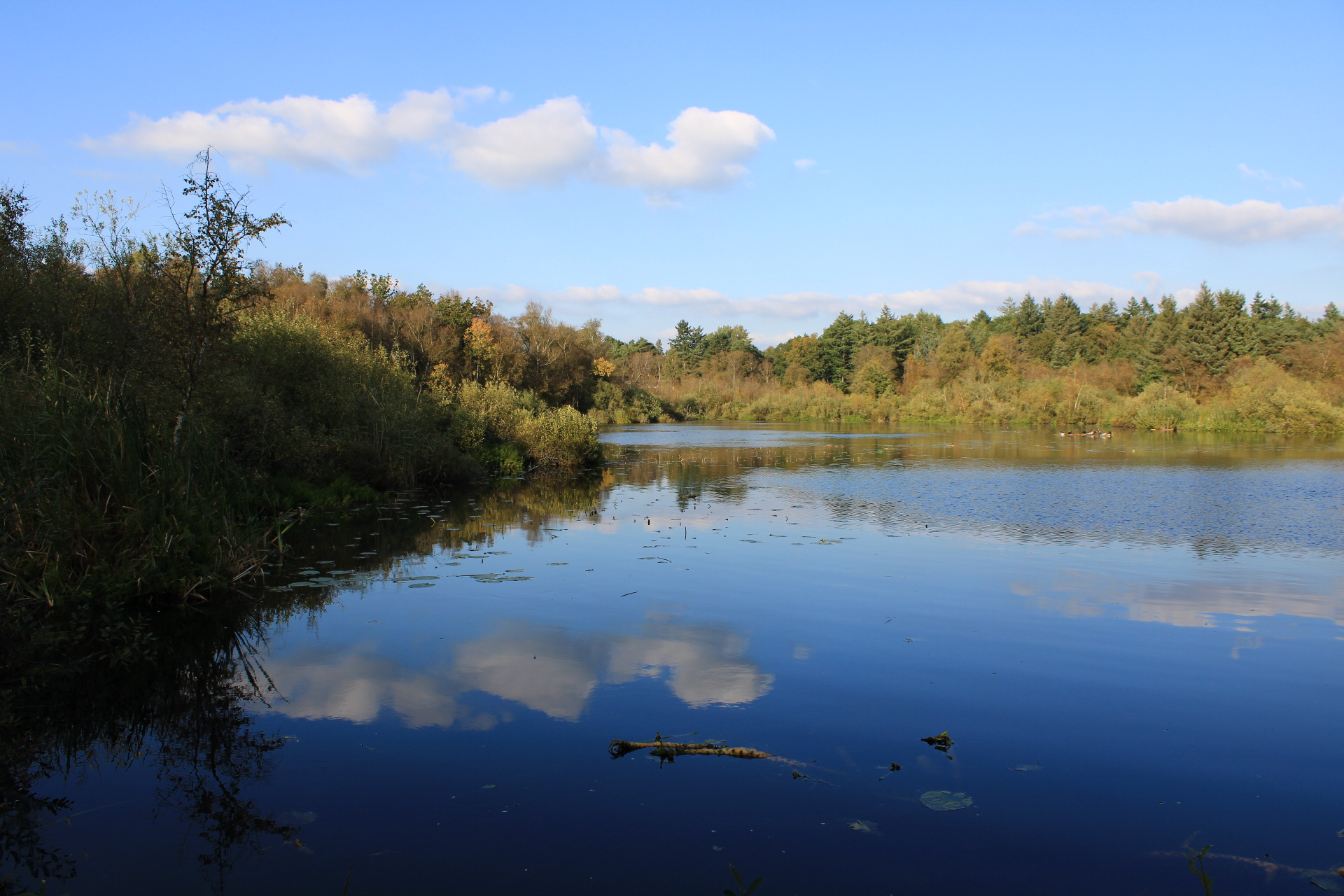
Voorste Veen